# Lepanthes stimsonii
Lepanthes stimsonii är en orkidéart som beskrevs av Carlyle August Luer. Lepanthes stimsonii ingår i släktet Lepanthes och familjen orkidéer.
Artens utbredningsområde är Puerto Rico. Inga underarter finns listade i Catalogue of Life.